# 1,2,3,4,5-Pentametilciklopentadién
Az 1,2,3,4,5-pentametilciklopentadién gyűrűs dién, képlete C5(CH3)5H, röviden C5Me5H, ahol a Me metilcsoport. Színtelen folyadék.
Az 1,2,3,4,5-pentametilciklopentadién az 1,2,3,4,5-pentametilciklopentadienilligandum prekurzora, melyet gyakran Cp*-nak (C5Me5) jelölnek, ahol a * a ligandumközpontból kiágazó 5 metilre utal. Tehát az 1,2,3,4,5-pentametilciklopentadién röviden Cp*H. A kevésbé szubsztituált ciklopentadiénszármazékoktól eltérően ez nem hajlamos dimerizációra.

## Szintézis
A pentametilciklopentadién kereskedelemben kapható. Először tiglaldehidből és but-2-enillítiumból állították elő 2,3,4,5-tetrametilciklopent-2-énonnal Nazarov-ciklizációs lépéssel.
Egy másik módszerben a but-2-enillítium az etil-acetátra addicionál savkatalizált dehidrociklizáció előtt:

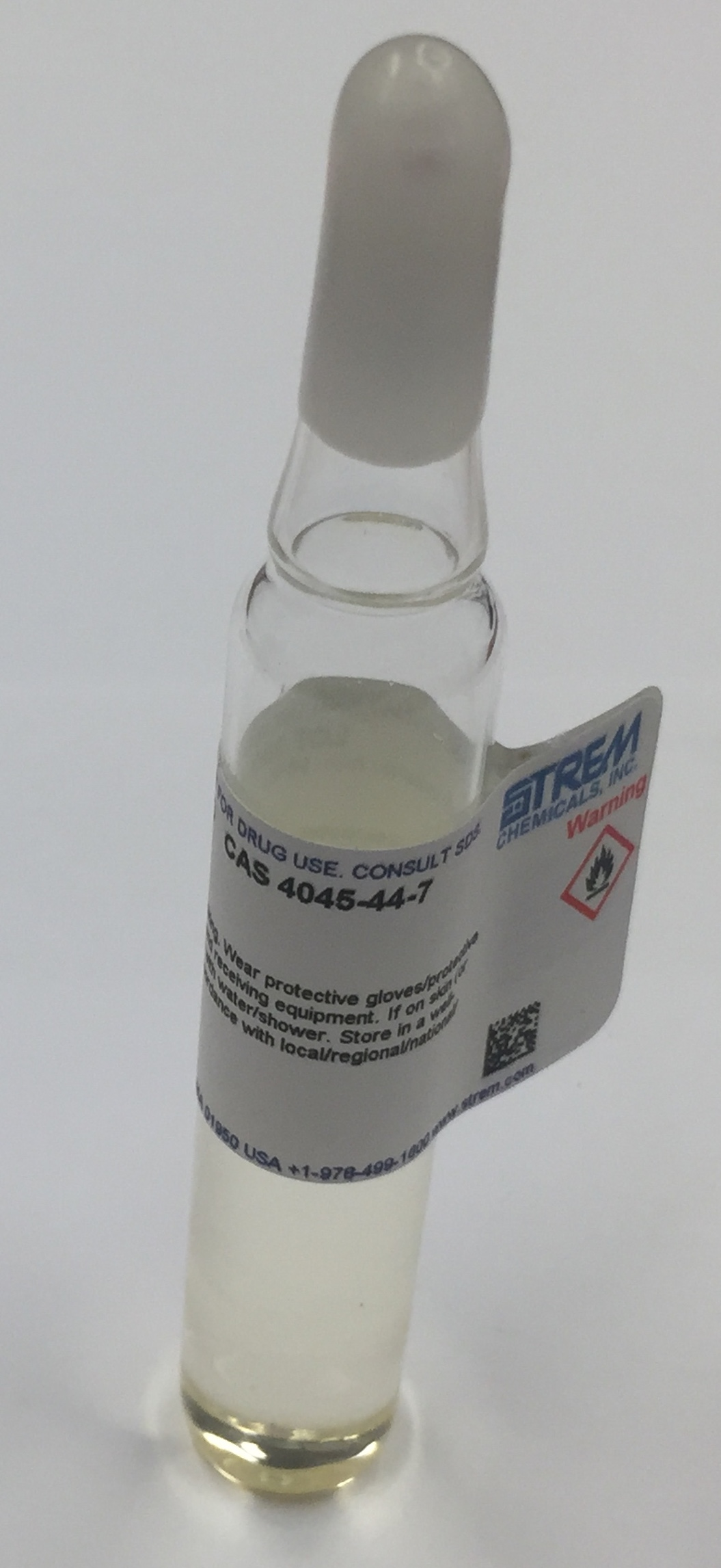
1,2,3,4,5-Pentametilciklopentadién-minta ampullában

## Fémorganikus származékok
A Cp*H számos C5Me−5 (röviden Cp*−) ligandumot tartalmazó fémorganikus vegyület prekurzora.
Példák ilyen Cp*-fém komplexeket adó reakciókra:
- n-butillítiumos deprotonáció:
{\displaystyle {\ce {C5Me5H +C4H9Li ->C5Me5Li +C4H10}}}
- (pentametilciklopentadienil)titán-triklorid szintézise:
{\displaystyle {\ce {C5Me5Li +TiCl4 ->C5Me5TiCl3 +LiCl}}}
- (pentametilciklopentadienil)vas-dikarbonil-dimer szintézise vas-pentakarbonilból:
{\displaystyle {\ce {2 C5Me5H +2 Fe(CO)5 ->(\eta^{5}{}-C5Me5Fe(CO)2)2 +H2 +6 CO}}}

E módszer a megfelelő Cp-komplexhez hasonló, vö. ciklopentadienilvas-dikarbonil-dimer
Egyes Cp*-komplexek szililtranszferrel állíthatók elő: 
{\displaystyle {\ce {C5Me5Li +Me3SiCl ->C5Me5SiMe3 +LiCl}}}
{\displaystyle {\ce {C5Me5SiMe3 +TiCl4 ->C5Me5TiCl3 +Me3SiCl}}}
Egy korábban használt módszer Cp*-komplexek előállítására hexametil-Dewar-benzolt igényelt. Ezt klórhidas dimerek, a (Cp*IrCl2)2 és a (Cp*RhCl2)2 előállítására használták, de az egyre könnyebben elérhetővé vált Cp*H miatt felhagytak e módszerrel. Ehhez hidrogén-halogenid-indukált átrendeződést használtak szubsztituált pentametilciklopentadiénre irídium- vagy ródium-triklorid hidrátjával való reakció előtt.

### Összehasonlítás más Cp-ligandumokkal
A Cp*-komplexek a gyakoribb Cp-származékoktól több módon térnek el. Mivel elektrongazdagabb, a Cp*− erősebb donor, és a bomlás, például a gyűrűcsúszás Cp*-gal nehezebb, mint Cp-vel. A (trifluormetil)tetrametilciklopentadienil (C5Me4CF3) a Cp és a Cp* tulajdonságait is tartalmazza: hasonlóan nagy, mint a Cp*, de elektronikailag a Cp-hez hasonlít: a metilcsoportok elektrondonációját az elektronakceptor trifluormetil-szubsztituens „elnyeli”. Mérete stabilizálja a törékeny ligandumú komplexeket. Ezenkívül csökkenti az intermolekuláris interakciókat, csökkentve a polimerizációs lehetőséget. Komplexei továbbá oldékonyabbak apoláris oldószerekben. A Cp*-komplexek metilcsoportja C–H aktiváción mehetnek keresztül, „beékelődéses komplexeket” adva. A nagy ciklopentadienil ligandumok sztérikusan sokkal gátlóbbak, mint a Cp*.

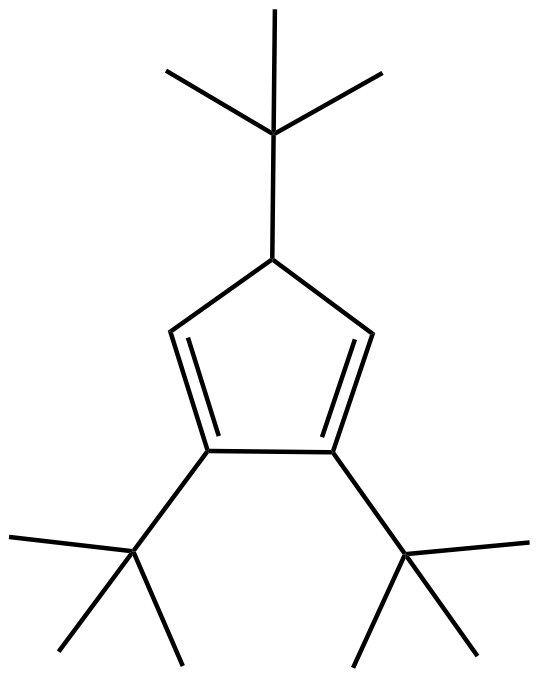
^{t}Bu_{3}C_{5}H_{3}, egy nagy ciklopentadién.

## Fordítás
Ez a szócikk részben vagy egészben  a   Pentamethylcyclopentadiene című angol Wikipédia-szócikk ezen változatának fordításán alapul.  Az eredeti cikk szerkesztőit annak laptörténete sorolja fel. Ez a jelzés csupán a megfogalmazás eredetét és a szerzői jogokat jelzi, nem szolgál a cikkben szereplő információk forrásmegjelöléseként.